# Lespourcy
Lespourcy est une commune française située dans le département des Pyrénées-Atlantiques, en région Nouvelle-Aquitaine.

## Géographie

### Localisation
La commune de Lespourcy se trouve dans le département des Pyrénées-Atlantiques, en région Nouvelle-Aquitaine.
Elle se situe à 24 km par la route de Pau, préfecture du département, et à 12 km de Morlaàs, bureau centralisateur du canton du Pays de Morlaàs et du Montanérès dont dépend la commune depuis 2015 pour les élections départementales. 
La commune fait en outre partie du bassin de vie de Pau.
Les communes les plus proches sont : 
Sedze-Maubecq (2,2 km), Urost (2,4 km), Baleix (2,5 km), Sedzère (2,9 km), Lombia (3,7 km), Abère (3,8 km), Anoye (3,9 km), Bédeille (4,2 km).
Sur le plan historique et culturel, Lespourcy fait partie de la province du Béarn, qui fut également un État et qui présente une unité historique et culturelle à laquelle s’oppose une diversité frappante de paysages au relief tourmenté.

### Communes limitrophes
Les communes limitrophes sont Abère, Baleix, Lombia, Saint-Laurent-Bretagne, Sedze-Maubecq, Sedzère et Urost.
| Saint-Laurent-Bretagne | Abère     | Baleix        |
| Sedzère                | Lespourcy | Sedze-Maubecq |
|                        | Urost     | Lombia        |

### Hydrographie

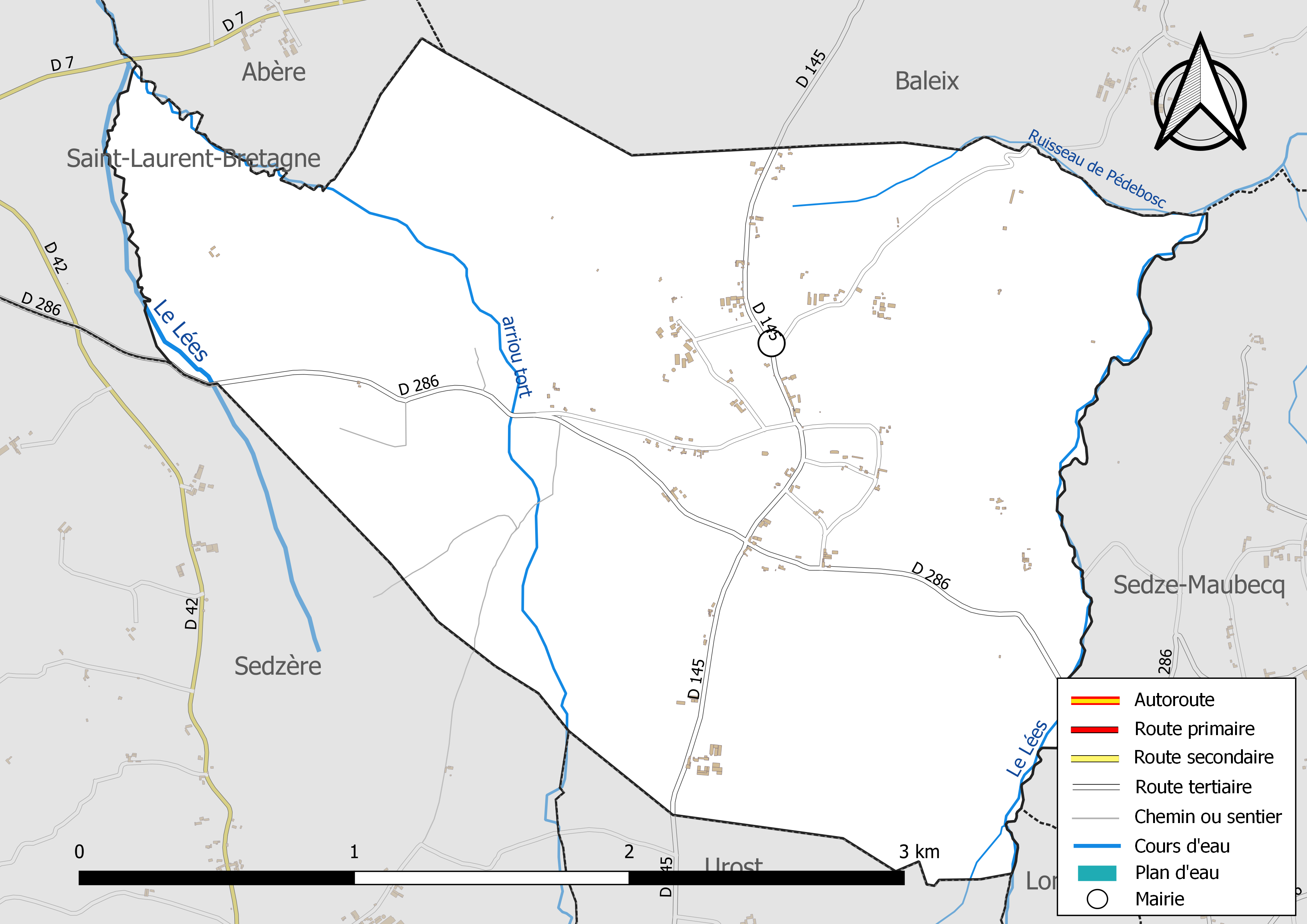
Réseaux hydrographique et routier de Lespourcy.

La commune est drainée par le Léès, le Lées, le ruisseau de Capdelaut, le ruisseau de Pédebosc, et par divers petits cours d'eau, constituant un réseau hydrographique de 6 km de longueur totale,.
Le Léès, d'une longueur totale de 39 km, prend sa source dans la commune de Sedzère et s'écoule du sud vers le nord. Il longe le territoire communal sur son côté ouest et en constitue la limite séparative avec Saint-Laurent-Bretagne, puis se jette dans le Léez à Lannux, après avoir traversé 21 communes.
Le Lés, rivière homonyme avec le cours d'eau précédent, long de 9 km, longe la commune sur son flanc est et fait office de limite séparative avec la commune Sedze-Maubecq.

### Climat
Pour des articles plus généraux, voir Climat de la Nouvelle-Aquitaine et Climat des Pyrénées-Atlantiques.
Historiquement, la commune est exposée à un climat de montagne.  
En 2020, Météo-France publie une typologie des climats de la France métropolitaine dans laquelle la commune est toujours exposée à un climat de montagne et est dans la région climatique Pyrénées atlantiques, caractérisée par une pluviométrie élevée (>1 200 mm/an) en toutes saisons, des hivers très doux (7,5 °C en plaine) et des vents faibles.
Pour la période 1971-2000, la température annuelle moyenne est de 12,5 °C, avec une amplitude thermique annuelle de 14,2 °C. Le cumul annuel moyen de précipitations est de 1 174 mm, avec 11,1 jours de précipitations en janvier et 8,9 jours en juillet. Pour la période 1991-2020, la température moyenne annuelle observée sur la station météorologique la plus proche, située sur la commune de Ger à 14 km à vol d'oiseau, est de 12,4 °C et le cumul annuel moyen de précipitations est de 1 344,5 mm,. Pour l'avenir, les paramètres climatiques de la commune estimés pour 2050 selon différents scénarios d'émission de gaz à effet de serre sont consultables sur un site dédié publié par Météo-France en novembre 2022.

### Milieux naturels et biodiversité
Aucun espace naturel présentant un intérêt patrimonial n'est recensé sur la commune dans l'inventaire national du patrimoine naturel,,.

## Urbanisme

### Typologie
Au 1er janvier 2024, Lespourcy est catégorisée commune rurale à habitat très dispersé, selon la nouvelle grille communale de densité à sept niveaux définie par l'Insee en 2022.
Elle est située hors unité urbaine. Par ailleurs la commune fait partie de l'aire d'attraction de Pau, dont elle est une commune de la couronne,. Cette aire, qui regroupe 227 communes, est catégorisée dans les aires de 200 000 à moins de 700 000 habitants,.

### Occupation des sols

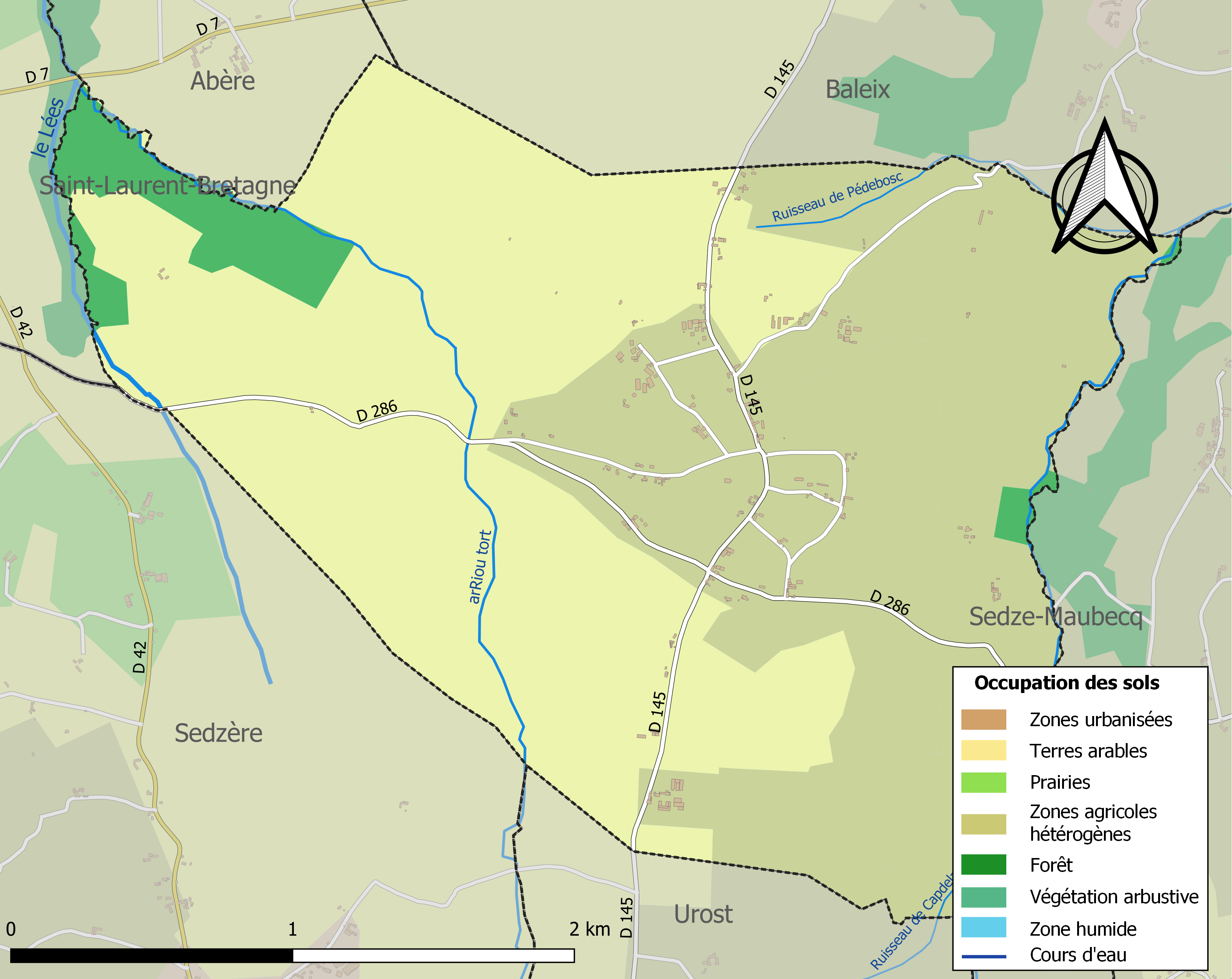
Carte des infrastructures et de l'occupation des sols de la commune en 2018 (CLC).

L'occupation des sols de la commune, telle qu'elle ressort de la base de données européenne d’occupation biophysique des sols Corine Land Cover (CLC), est marquée par l'importance des territoires agricoles (95,3 % en 2018), une proportion sensiblement équivalente à celle de 1990 (94,6 %). La répartition détaillée en 2018 est la suivante : 
terres arables (50,2 %), zones agricoles hétérogènes (45,1 %), forêts (4,7 %). L'évolution de l’occupation des sols de la commune et de ses infrastructures peut être observée sur les différentes représentations cartographiques du territoire : la carte de Cassini (XVIIIe siècle), la carte d'état-major (1820-1866) et les cartes ou photos aériennes de l'IGN pour la période actuelle (1950 à aujourd'hui).

### Lieux-dits et hameaux
- Bachious ;
- Castet Belloc ;
- Cresthia[24]
- l'Église ;
- Lagarrue ;
- Lalanette;
- Batindet.

### Voies de communication et transports
La commune est desservie par les routes départementales D 145 et D 286.

### Risques majeurs
Le territoire de la commune de Lespourcy est vulnérable à différents aléas naturels : météorologiques (tempête, orage, neige, grand froid, canicule ou sécheresse), inondations et séisme (sismicité modérée). Un site publié par le BRGM permet d'évaluer simplement et rapidement les risques d'un bien localisé soit par son adresse soit par le numéro de sa parcelle.
Certaines parties du territoire communal sont susceptibles d’être affectées par le risque d’inondation par une crue à  débordement lent de cours d'eau, notamment le Léès. La commune a été reconnue en état de catastrophe naturelle au titre des dommages causés par les inondations et coulées de boue survenues en 1982 et 2009,.

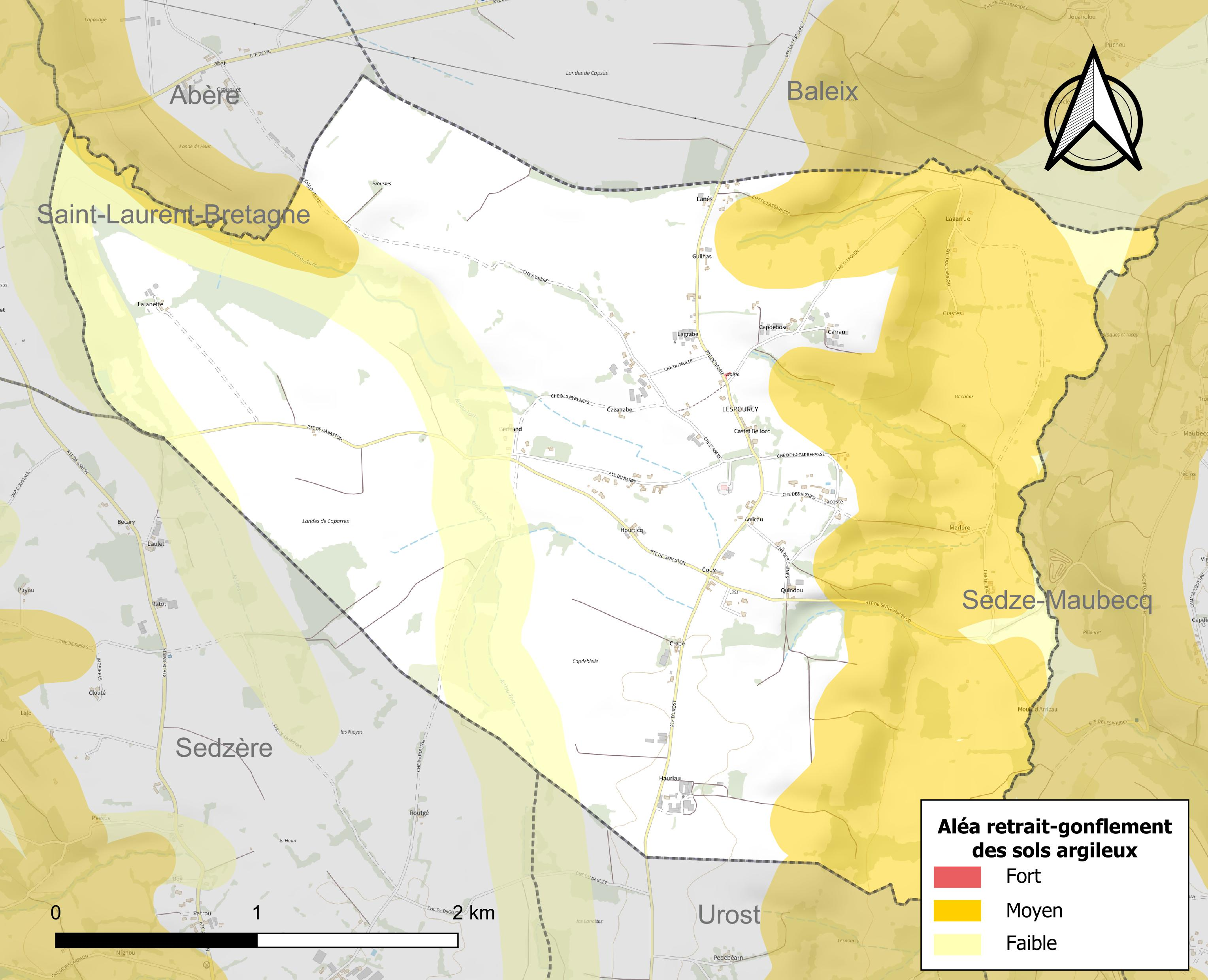
Carte des zones d'aléa retrait-gonflement des sols argileux de Lespourcy.

Le retrait-gonflement des sols argileux est susceptible d'engendrer des dommages importants aux bâtiments en cas d’alternance de périodes de sécheresse et de pluie. 32,3 % de la superficie communale est en aléa moyen ou fort (59 % au niveau départemental et 48,5 % au niveau national). Depuis le 1er octobre 2020, en application de la loi ELAN, différentes contraintes s'imposent aux vendeurs, maîtres d'ouvrages ou constructeurs de biens situés dans une zone classée en aléa moyen ou fort,.

## Toponymie
Le toponyme Lespourcy apparaît sous les formes Lustreporci (XIIe siècle, Pierre de Marca), Lesporssii et Lesporcii (respectivement 1385 et XIVe siècle, censier de Béarn).
Son nom béarnais est Lesporcin ou Lespourcî.

## Histoire
Paul Raymond note qu'en 1385, Lespourcy comptait dix feux et dépendait du bailliage de Pau.

## Politique et administration
| Période                                  | Période      | Identité               | Étiquette | Qualité     |
| ---------------------------------------- | ------------ | ---------------------- | --------- | ----------- |
| 1995                                     | 2008         | Roger Lauberge-Dorgans |           |             |
| 2008                                     | juillet 2025 | Éric Nouny             |           | Agriculteur |
| juillet 2025                             | En cours     | Christophe Joseph      |           |             |
| Les données manquantes sont à compléter. |              |                        |           |             |

### Intercommunalité
Lespourcy fait partie de trois structures intercommunales :
- la communauté de communes du Nord-Est Béarn ;
- le syndicat d’énergie des Pyrénées-Atlantiques ;
- le syndicat intercommunal d’alimentation en eau potable Luy - Gabas - Lées.

## Population et société

### Démographie
L'évolution du nombre d'habitants est connue à travers les recensements de la population effectués dans la commune depuis 1793. Pour les communes de moins de 10 000 habitants, une enquête de recensement portant sur toute la population est réalisée tous les cinq ans, les populations de référence des années intermédiaires étant quant à elles estimées par interpolation ou extrapolation. Pour la commune, le premier recensement exhaustif entrant dans le cadre du nouveau dispositif a été réalisé en 2008.

En 2022, la commune comptait 183 habitants, en évolution de −6,15 % par rapport à 2016 (Pyrénées-Atlantiques : +3,78 %, France hors Mayotte : +2,11 %).
| 1793 | 1800 | 1806 | 1821 | 1831 | 1836 | 1841 | 1846 | 1851 |
| ---- | ---- | ---- | ---- | ---- | ---- | ---- | ---- | ---- |
| 206  | 203  | 188  | 199  | 304  | 310  | 343  | 337  | 310  |

| 1856 | 1861 | 1866 | 1872 | 1876 | 1881 | 1886 | 1891 | 1896 |
| ---- | ---- | ---- | ---- | ---- | ---- | ---- | ---- | ---- |
| 313  | 322  | 300  | 303  | 280  | 287  | 272  | 265  | 232  |

| 1901 | 1906 | 1911 | 1921 | 1926 | 1931 | 1936 | 1946 | 1954 |
| ---- | ---- | ---- | ---- | ---- | ---- | ---- | ---- | ---- |
| 222  | 229  | 210  | 217  | 198  | 188  | 165  | 164  | 150  |

| 1962 | 1968 | 1975 | 1982 | 1990 | 1999 | 2006 | 2008 | 2013 |
| ---- | ---- | ---- | ---- | ---- | ---- | ---- | ---- | ---- |
| 152  | 138  | 135  | 112  | 133  | 114  | 147  | 157  | 194  |

| 2018 | 2022 | - | - | - | - | - | - | - |
| ---- | ---- | - | - | - | - | - | - | - |
| 190  | 183  | - | - | - | - | - | - | - |

Lespourcy fait partie de l'aire d'attraction de Pau.

## Culture locale et patrimoine

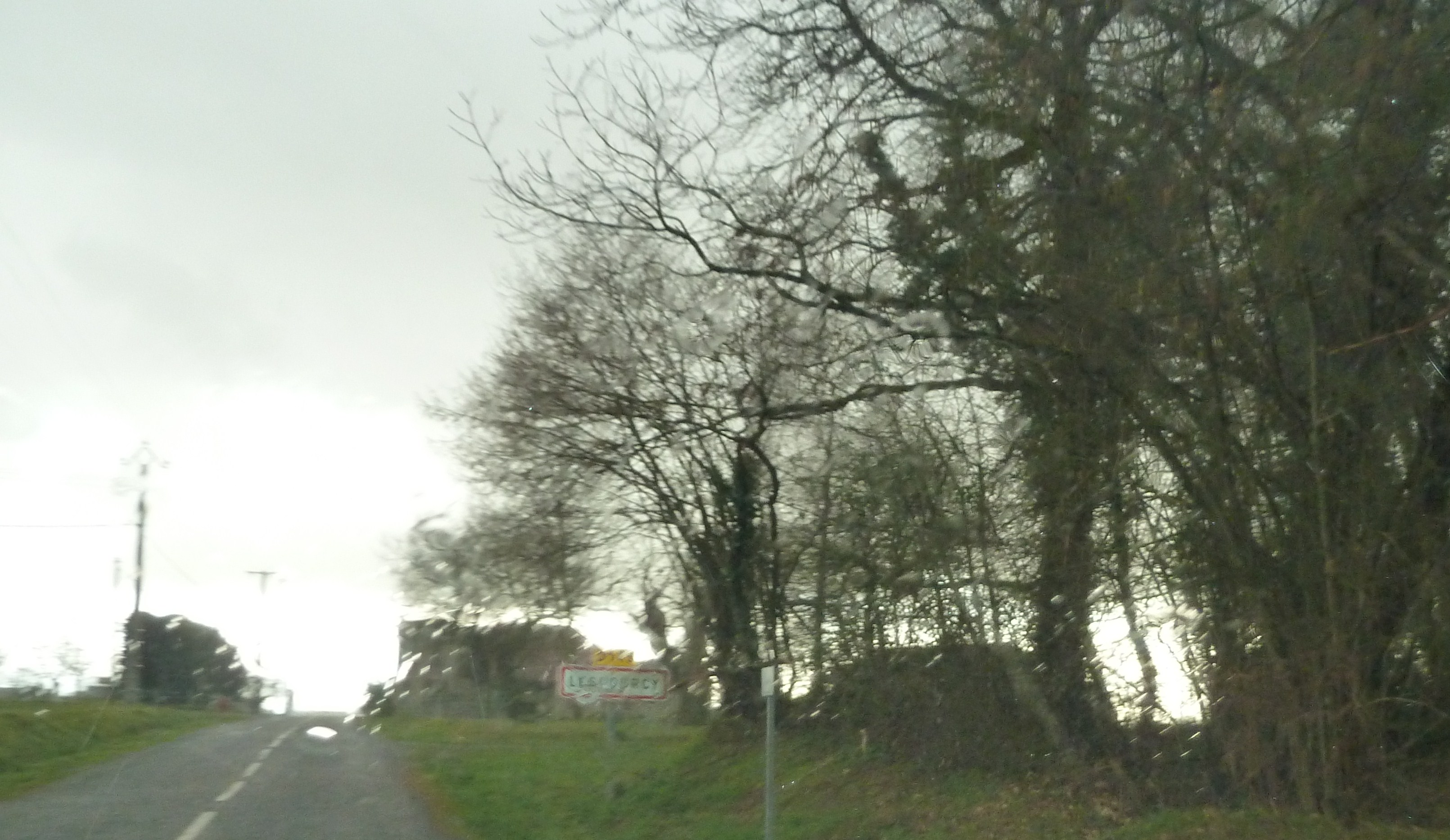
Entrée dans Lespourcy.

### Patrimoine civil
Le château situé au lieu-dit Castet Belloc date du XIXe siècle.
Lespourcy présente un ensemble de maisons et de fermes du XIXe siècle.

### Patrimoine religieux
L'église de l'Assomption-de-la-Bienheureuse-Vierge-Marie date partiellement du XIIe siècle. Elle recèle du mobilier, des tableaux, des statues, des verrières et des objets inscrits à l'inventaire général du patrimoine culturel.